# Vanda falcata
Vanda falcata là một loài thực vật có hoa trong họ Lan. Loài này được (Thunb.) Hu mô tả khoa học đầu tiên năm 1925. Đây là một loài lan được tìm thấy ở Trung Quốc, Hàn Quốc và Nhật Bản. Nó được chính thức phân loại là Neofinetia.
- 风兰 (Phong lan) Trung Quốc (bắc Phúc Kiến, nam Cam Túc, tây Hồ Bắc, tây Giang Tây, Tứ Xuyên, Chiết Giang)
- 풍란 (pungnan) Hàn Quốc
- 風蘭 (fūran) Nhật Bản (Honshu từ vùng Kanto phía tây, Shikoku, Kyushu và Quần đảo Ryukyu)

Các dạng chimeric và các loại quái vật truyền thống ở Nhật Bản được biết dưới cái tên 富貴蘭 (fūkiran, Lan Phú Quý).

## Phân loại
Loài này đã được Carl Peter Thunberg du nhập vào phương Tây từ Nhật Bản năm 1784 và đặt tên là Orchis falcata. Trong vòng 100 năm tiếp theo, loài này được đổi tên và chuyển đổi trong và ngoài của nhiều loại sarcanthoid châu Á. Cuối cùng, vào năm 1925, H. H. Hu đã tạo ra Neofinetia như một chi đơn nguyên.
Cây có chiều cao 8–12 cm trên các thân đơn từ 1–6 cm. Thường có từ 4 đến 20 dạng thuôn dài (do đó là các biểu tượng) từ 5 đến 12 cm. Đó là da thuộc và vỏ bọc ở đáy. Các hoa, bao gồm hoa, là 5–8 cm. Dài, suberect, và mang ít nhất là hai, và có đến 10 hoa thơm, hoa trắng, mỗi chiếc có một nét cong đặc trưng. 2n = 38. 

## Sinh thái học
N. falcata thường phát triển như là một cây ký gửi trên các cành và thân của cây rụng lá. Điều này có nghĩa là cây trồng nhận được mức độ ánh sáng cao trong những tháng mùa đông và đầu mùa xuân (2000 ~ 3600 fc), một yếu tố quan trọng trong số lượng hoa được sản xuất. Hoa lan phát triển theo góc độ để các chi nhánh của chủ nhà của họ, cho phép nước để thoát ra nhanh chóng sau khi mưa, do đó tránh bệnh thối khuẩn. Nhiều rễ màu trắng phát triển từ gốc cây, neo đậu nó lên vật chủ và thu thập các chất dinh dưỡng được rửa từ trên cao. Những gốc rễ quen với di chuyển không khí một cách xuất sắc.
Trong nhiệt độ mùa hè của N. falcata nhiệt độ trung bình 26-31 °C. Trong ngày và 18-23 °C. vào ban đêm. Độ ẩm trung bình 80-85% vào mùa hè, và khoảng 75% trong suốt thời gian còn lại của mùa. Các nhà máy nhận lượng mưa lớn nhất trong mùa mưa Đông Á: tháng 6 và tháng 7 tại miền nam Nhật Bản. Thời gian nở thường được đồng bộ với gió mùa, mặc dù thực vật có thể thỉnh thoảng nở vào cuối tháng 12. 

## Hình ảnh

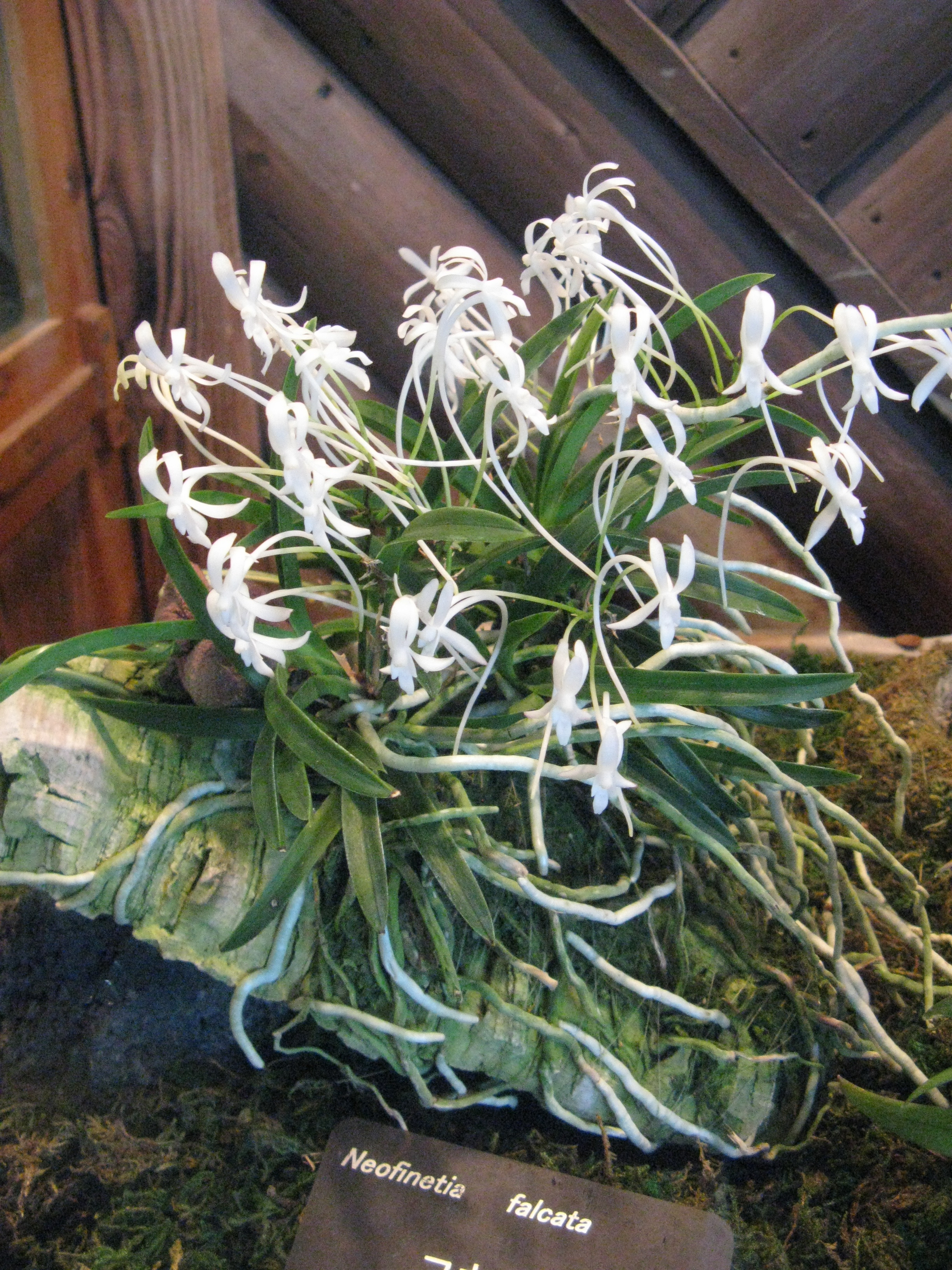
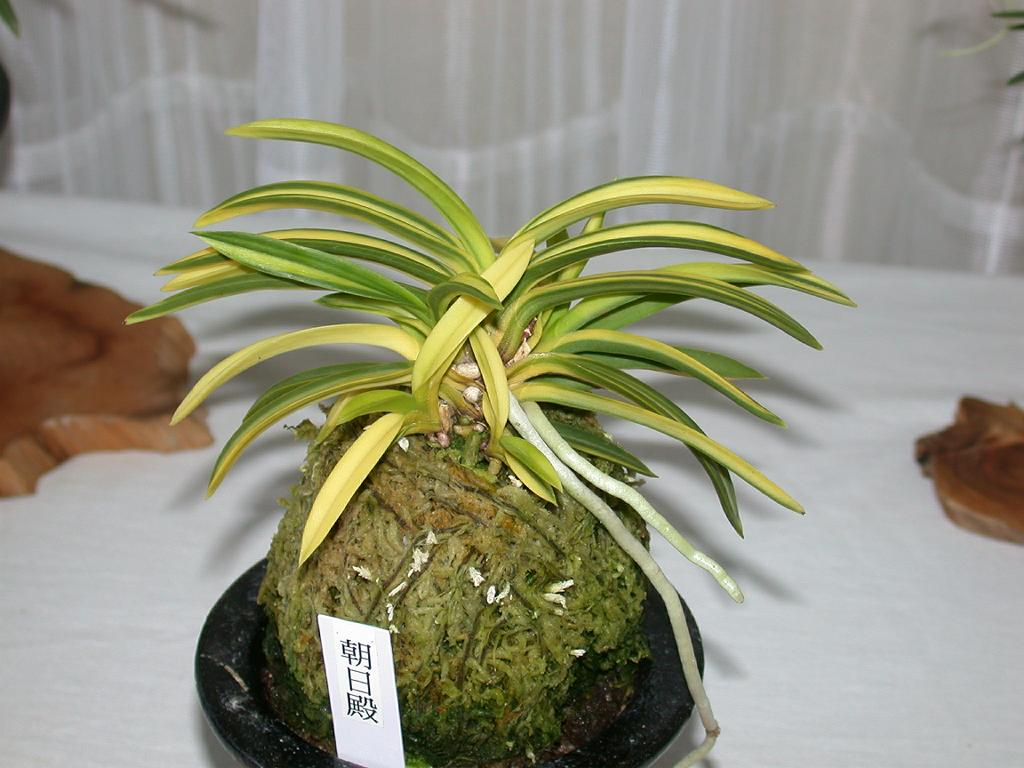
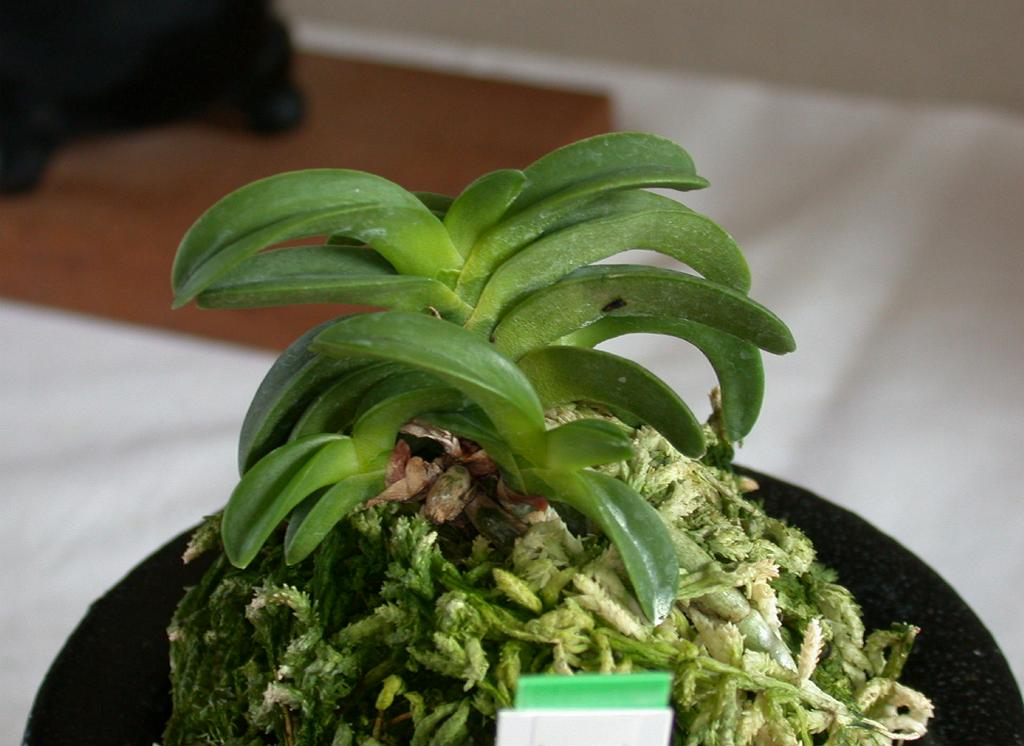